# Sabulodes exhonorata
Sabulodes exhonorata är en fjärilsart som beskrevs av Achille Guenée 1858. Sabulodes exhonorata ingår i släktet Sabulodes och familjen mätare. Inga underarter finns listade.